# Nicholas Moffat
Nicholas Moffat (auch de Moffat oder Muffet) († 1270) war ein schottischer Geistlicher. Er wurde zweimal zum Bischof von Glasgow gewählt, jedoch beides Mal nicht geweiht.
Nicholas Moffat war seit 1245 Archidiakon von Teviotdale, das ein Teil der Diözese Glasgow war. Im Dezember 1258 oder Anfang 1259 wurde er vom Kathedralkapitel von Glasgow zum neuen Bischof von Glasgow gewählt. Anfang Februar 1259 brach er zusammen mit dem Kanoniker und gewählten Bischof von Dunblane Robert of the Provender nach Rom auf, um für seine Wahl die Bestätigung des Papstes zu erhalten. Robert of the Provender soll aber vor der Kurie erklärt haben, dass Moffat für das Amt nicht geeignet sei. Vermutlich hoffte er dabei, dass er anstelle von Moffat selbst zum Bischof der reicheren Diözese Glasgow ernannt würde. Nach einem anderen Bericht soll Moffat dem Papst nicht die Summe gezahlt haben, die dieser für die Bestätigung der Wahl verlangte. Auf jeden Fall verwarf Papst Alexander IV. im Oktober 1259 die Wahl von Moffat und ernannte stattdessen den Engländer John Cheam zum neuen Bischof von Glasgow. Moffat kehrte nach Schottland zurück, wo König Alexander III. vergeblich gegen die Wahl eines Engländers zum Bischof einer schottischen Diözese protestierte. Nach dem Tod von Cheam 1268 setzte der König die erneute Wahl von Moffat zum Bischof von Glasgow durch. Noch bevor Moffat aber zum Bischof geweiht werden konnte, starb er. Sowohl 1258 wie auch 1269 hatte das Kathedralkapitel, dem auch Moffat angehörte, vor der Wahl beschlossen, dass der Bischof nach seiner Wahl Teile des Landbesitzes der Diözese an das Kathedralkapitel abtreten müsse. Möglicherweise hatte der Papst hiervon erfahren und wollte mit der Ernennung von Cheam ein deutliches Signal gegen diese Wahlforderungen setzen.